# بيت باترسون
بيت باترسون (بالإنجليزية: Pete Patterson)‏ هو متزحلق جبال الألب أمريكي، ولد في 4 يناير 1957 في سون فالي في الولايات المتحدة.

## وصلات خارجية
- بيت باترسون على موقع الاتحاد الدولي للتزلج (التزلج على المنحدرات الثلجية) (الإنجليزية)
- بيت باترسون على موقع أوليمبيديا (الإنجليزية)